# Farnese Masoni
Farnese Masoni (Pisa, 6 luglio 1927 – Pescara, 6 dicembre 1995) è stato un calciatore e allenatore di calcio italiano, di ruolo centrocampista.

## Caratteristiche tecniche
Era un'ala che si faceva notare per i suoi tiri violenti di sinistro e per la sua abilità quando doveva colpire in elevazione. La sua carriera fu però troncata da un infortunio.

## Carriera

### Club
Cresciuto nelle giovanili del Pontedera, esordisce da professionista tra le file del Pescara, in Serie B, nella stagione 1948-1949, realizzando 12 gol in 36 partite. L'anno dopo è alla Cremonese, con la cui maglia firma uno score di 19 gol, di cui una doppietta all'Udinese in 40 partite in una stagione non felice per la compagine lombarda. Nel 1950 approda in Serie A, acquistato dal Napoli di Achille Lauro ed Eraldo Monzeglio. In 4 stagioni all'ombra del Vesuvio, con una parentesi nel 1953-1954 tra le file del Novara, colleziona 25 presenze e 9 reti. Nel 1955 viene ceduto al Livorno, in Serie B, dove rimane due anni, prima di approdare alla Reggiana, dove resta altri due anni. Nel 1959 ritorna al Pescara, dove termina la carriera.

### Allenatore
Nella stagione 1965-66 Farnese Masoni allena la Polisportiva Gaeta, squadra laziale militante nel campionato di Seconda Categoria, stabilendo il record nazionale di 20 vittorie consecutive. Nel 1968-1969 ha una breve esperienza come allenatore della Nocerina.

## Palmarès

### Giocatore

#### Competizioni nazionali
- Serie C: 1

Reggiana: 1957-1958